# Hyatt Regency Belgrade
Hyatt Regency Belgrade (срп. Хајат Риџенси Београд) је београдски хотел са пет звездица, стациониран на Новом Београду. Пун званични назив је Хотелијерско акционарско друштво „Београдско мешовито предузеће” АД (скраћено ХАД „БМП” АД), a припада регији ЕАМЕ / Southeast Asia (Европа, Африка, Средњи исток / југоисточна Азија) компаније Хајат, чије се седиште налази у Цириху, Швајцарској. Део је међународне хотелске групе Hyatt Hotels Corporation.

## Локација
Налази се у улици Милентија Поповића 5, у Блоку 20 на Новом Београду. У непосредној близини хотела налази се пословни центар Ушће и тржни центар Ушће, као и Сава центар, највећи конгресни центар у Србији. Удаљен је око 2,5 km од центра Београда и 16 km од аеродрома Никола Тесла Београд.

## Историјат
Hyatt Regency Belgrade основан је 1. августа 1990. године од стране међународне хотелске групе Hyatt Hotels Corporation. То је хотел са пет звездица; рангиран као најлуксузнији хотел у земљи. Познат је по свом квалитету, јер је хотел који прима посетиоце као што су дипломате, политичке личности, глумци, спортске личности итд.

## Презентација
Један је од највећих и најлуксузнијих хотела у Србији, који има 8 спратова, 302 собе и 37 апартмана. Поред соба и апартмана, у њему се налазе: Metropolitan Grill Restaurant који је добио Мишелин препоруку за 2023. годину и 2024. годину, The Bar, Ellington's Bar, TeaHouse, Кристална дворана са мултифлексибилним карактером за све врсте јавних скупова, Club Olympus Fitness & Spa Belgrade, фризерски салон, четири сале за састанке и три сале за конференције, сауна и соларијум. Regency Club је ексклузивни део хотела који се налази на два највиша спрата, обухвата 65 соба и нуди додатне услуге у луксузном амбијенту, а формиран је од посебних јединица. Хотел има атријум — унутрашње двориште — са украсном баштом изнад које се налази стаклени кров. Насупрот улазним вратима хотела налази се велика скулптура Атласа, божанства из грчке митологије.

## Архитектура
Hyatt Regency Belgrade је карактеристичан за савремену архитектуру градске општине Нови Београд, обележен функционализмом. Хотел има пет електричних и четири хидраулична лифта, централни систем за надзор и управљање, пријем и дистрибуцију ТВ сигнала преко три сателитске антене и интерни ТВ систем за потребе обезбеђења хотела, противпожарну сигнализацију, два топловодна и два парна котла, три центрифугална расхладна агрегата и систем за детекцију гаса.

## Зоологија
У децембру 2010. године, први пут у Србији, у унутрашњој украсној башти хотела утврђено је присуство засноване популације валенсијског голаћа Lehmannia valentiana (Ferussac, 1822) — алохтоне врсте. Прве јединке су достављене Пољопривредном факултету, Универзитета у Београду, током децембра 2010. године, и лабораторијски су гајене до краја априла 2011. године, када су угинуле. У мају 2011. године су сакупљене нове јединке различитог узраста на истом локалитету, унутрашњем врту хотела. Уколико валенсијски голаћ успостави густе популације у пластеницима и стакленицима, могу се очекивати велике штете на биљкама. Насупрот томе, мало је вероватно да се ова интродукована врста може одржати у пољским условима у нашој земљи.